# Pilotwings 64
Pilotwings 64 er et computerspil udviklet af Paradigm Entertainment og udgivet af Nintendo til Nintendo 64. Det var sammen med Super Mario 64 lanceringstitlen til Nintendo 64. Spillet er en opfølger til Super NES-spillet Pilotwings, som også var en lanceringstitel til sin spillekonsol.
| computerspil | Spire Denne computerspilsrelaterede artikel er en spire som bør udbygges. Du er velkommen til at hjælpe Wikipedia ved at udvide den. |